# Consumidor final
En economia i comerç, consumidor final (també dit usuari final, per traducció del vocable anglès end-user) es defineix com la persona que realment utilitza un producte. El consumidor final difereix del client, que pot comprar el producte però no necessàriament consumir-lo; per exemple, en el cas de la roba infantil, un pare pot comprar peces com client d'un establiment però el consumidor final és el xiquet.
En els contractes, el terme consumidor final vol indicar que no s'està parlant d'un revenedor del producte sinó de l'última persona que ho va a posseir. Des d'aquesta perspectiva, el pare que va comprar la roba de xiquet seria el consumidor final i la tenda una no-consumidora final.
En matèria tributària, el consumidor final és qui haurà de suportar el gravamen de l'IVA (Impost al Valor Agregat o Impost sobre el Valor Afegit), degut al fet que aquest és un impost de translació, que el seu fet imposable és el consum.
En tecnologia de la informació, els consumidors finals no són "clients" en el sentit habitual, doncs solen ser empleats del client.